# Lilla Prästtjärnen
Lilla Prästtjärnen är en sjö i Ludvika kommun i Dalarna och ingår i Norrströms huvudavrinningsområde. Sjöns area är 0,032 kvadratkilometer och den är belägen 248 meter över havet.